# بلدة فالي (مقاطعة أرمسترونغ)
بلدة فالي، مقاطعة آرمسترانغ (بنسلفانيا) (بالإنجليزية: Valley Township, Armstrong County, Pennsylvania)‏ هي منطقة سكنية تقع في الولايات المتحدة في مقاطعة أرمسترونغ (بنسيلفانيا).  يقدر عدد سكانها بـ 656 نسمة ومساحتها 38.2 كم2 .